# Jaiyah Saelua
Jaiyah Saelua, née Johnny Saelua le 19 juillet 1988, élevée dans la tradition Fa'afafine, est une joueuse de football qui joue au poste de défenseur central dans l'équipe masculine de football des Samoa américaines. Elle est la première femme transgenre à jouer pour une équipe nationale de football.